# Dobiesław, Hạt Gryfice
Dobiesław [dɔˈbjɛswaf] (tiếng Đức: Altenhagen) là một khu định cư ở khu hành chính của Gmina Płoty, thuộc quận Gryfice, West Pomeranian Voivodeship, ở phía tây bắc Ba Lan. Nó nằm khoảng 4 kilômét (2 mi) phía đông Płoty, 15 km (9 mi) về phía đông nam Gryfice và 65 km (40 mi) về phía đông bắc của thủ đô khu vực Szczecin.